# Jan Boomgaard
Johannes Everardus Antonius (Jan) Boomgaard (1946) is een Nederlands historicus en laatstelijk stadsarchivaris van Amsterdam.

## Biografie
Boomgaard studeerde in 1980 af in geschiedenis aan de Universiteit van Amsterdam op Strafbedevaarten opgelegd door de Amsterdamse schepenbank. Hij heeft daarna nog verschillende malen gepubliceerd over misdaad en criminaliteit. Ook zijn proefschrift uit 1992 ging daarover: Misdaad en straf in Amsterdam, waarop hij aan zijn alma mater op 17 juni 1992 promoveerde.
Boomgaard was na zijn studie werkzaam in het archiefwezen waar hij zich onder andere met cartografie bezighield en daarover publiceerde. Vanaf 1999 was hij directeur van het Stadsarchief Amsterdam. Hij was daardoor nauw betrokken bij de verhuizing van het archief van de Amsteldijk naar de Vijzelstraat (de Bazel). Vanuit zijn functie was hij uiteraard ook betrokken bij allerlei publicaties en evenementen over Amsterdam. In 2010 ging hij met pensioen maar hij is nog steeds betrokken bij het stadsarchief en werkt mee aan tentoonstellingen daar. Boomgaard werd per 1 juni 2010 opgevolgd door Marens Engelhard, inmiddels algemene rijksarchivaris.
Dr. J.E.A. Boomgaard is ook betrokken als bestuurslid bij de Stichting IHLIA, een in 1999 opgerichte stichting die zich inzet voor het behoud van het cultureel erfgoed rond LHBT. Hij was tevens voorzitter van de Stichting Heineken Collectie, verantwoordelijk voor het beheer van het historisch erfgoed van Heineken NV.